# Fusarium lunulosporum
Fusarium lunulosporum är en svampart som beskrevs av Gerlach 1977. Fusarium lunulosporum ingår i släktet Fusarium och familjen Nectriaceae.   Inga underarter finns listade i Catalogue of Life.